# Gens Hostilia
La gens Hostilia era un'antichissima famiglia patrizia, esistente già ai tempi di Romolo, e molto probabilmente inclusa nelle cento gentes originarie ricordate dallo storico Tito Livio. 
L'antichità della famiglia si deduce dalla denominazione della Curia più antica (Curia Hostilia), dai Lares Hostilii, antiche divinità protettrici dei possedimenti della gens, e dal nome della divinità Hostilina.

## Origini e famiglie
Secondo Tito Livio il personaggio più antico e capostipite della gens Hostilia, ancorché avvolto da un alone di leggenda, è Osto Ostilio, conosciuto anche come Ostio, originario di Medullia, colonia albana in zona sabina, trasferitosi a Roma sotto il regno di Romolo. Valorosissimo comandante, si distinse inizialmente nella guerra contro Fidene, ricevendo per primo nella storia di Roma la corona d'alloro come riconoscimento del suo grande coraggio. In seguito combatté nella guerra contro Tito Tazio seguita al ratto delle sabine. 
Proprio a seguito del ratto aveva condotto con sé una delle poche sabine già sposate, una donna di grande bellezza di nome Ersilia. Da costei ebbe un figlio, che fu il padre del futuro terzo Re di Roma, Tullo Ostilio. Osto Ostilio perì in un combattimento corpo a corpo contro il terribile comandante sabino Mettio Curzio (Mettius Curtius), che aveva seminato il panico tra le file dei romani, sfidandoli a dimostrare il loro valore non con l'inganno, ma sul campo.
Romolo invocò allora l'intervento di Giove Statore, che aiutò l'esercito romano a riorganizzarsi per il contrattacco. Romolo volle quindi vendicarsi, e costrinse Mettio Curzio ad impantanarsi con il cavallo in una palude. All'episodio è legata una delle spiegazioni circa l'origine del Lacus Curtius.
La gens Hostilia si divise successivamente in vari rami, tra cui i Catoni, i Mancini, i Tubuli ed i Saserna. Inoltre sono riferiti anche alcuni membri della gens senza cognomen.

## Personaggi illustri
- Ramo Mancini
  - Aulo Ostilio Mancino, (II secolo a.C.), pretore urbano nel 180 a.C. e console con Aulo Atilio Serrano nel 170 a.C.
  - Gaio Ostilio Mancino, (II secolo a.C.), figlio del precedente, fu pretore nel 140 a.C. e console nel 137 a.C. con Marco Emilio Lepido Porcina.
- Ramo Catoni
  - Aulo Ostilio Catone, pretore nel 207 a.C. nella provincia della Sardegna.[1] Nel 190 fu legato di Lucio Cornelio Scipione nella guerra contro Antioco III. Nel 187 a.C. fu coinvolto nel famoso processo degli Scipioni e condannato per malversazione.
  - Caio Ostilio Catone, fratello del precedente, anche lui pretore nel 207 a.C.
  - Lucio Ostilio Catone, fu legato di Lucio Cornelio Scipione Asiatico nel 190. Anche lui come Aulo fu accusato di corruzione, ma venne assolto.

- Ramo Tubuli
  - Gaio Ostilio Tubulo, (III secolo a.C.), pretore urbano nel 209 a.C., combatté nella guerra annibalica fino al 204 a.C.

- Ramo Saserna
  - Lucio Ostilio Saserna, magistrato monetale intorno al 48 a.C.

- Senza cognomen
  - Tullo Ostilio, un sostenitore di Marco Antonio, eletto tribuno della plebe nel 43 a.C.